# Stenocebrio coquimbensis
Stenocebrio coquimbensis is een keversoort uit de familie Cebrionidae. De wetenschappelijke naam van de soort is voor het eerst geldig gepubliceerd in 1989 door Solervicens.